# 大西貴也
大西貴也（おおにしたかや、1987年4月27日 - ）は、日本の映画監督。特定非営利活動法人映像作家支援機構総裁。

## 略歴
兵庫県加古川市出身。兵庫県立加古川東高等学校、岡山大学工学部卒業。学生時代からイベントの司会、漫才、ステージのプロデュースなどを手掛けたのち、９つ上の相方石田敏之（現・リンクアップとっしー）とコンビを組み、漫才コンビ「リンクアップ」としてデビュー。M-1グランプリなどのお笑いコンテストに挑戦するも、予選で落ちる。自分のお笑いの才能に限界を感じながらも、「人を楽しませたい」という想いは衰えず、お笑いを捨て映画監督への転身を宣言。事務の仕事をする傍ら、「カンヌ国際映画祭」への出品を目指して長編映画「ミネルヴァの梟」を製作。

## 主な監督作品
- 短編映画『まほろば』2015 年（監督・脚本・編集・主演）
- 短編映画『イワモト余命一ヶ月』2016 年（監督・脚本・編集）
- 映画『キグルミマスター』 2017 年（監督・脚本・編集）
- 舞台『ミネルヴァの梟』 2019 年（脚本・プロデュースのみ）
- 映画『ミネルヴァの梟-Requiem-』 2020 年（監督・脚本・編集）
- 映画『ミネルヴァの梟』 2022 年（監督・脚本・編集）
- ドキュメンタリー映画『村ぞ、生けリ。』 2023 年（製作中）
- ドキュメンタリー映画『Joy of Art』2024年　(監督)